# سونالی راوت
سونالی راوت (انگلیسی: Sonali Raut؛ زادهٔ ۲۳ دسامبر ۱۹۹۰) یک هنرپیشه و مدل اهل هند است که در بالیوود فعالیت می‌کند. او یک شرکت کننده در نمایش تلویزیونی واقعی بیگ باس ۸ بود.
او در فیلم گریت گرند مستی بازی کرده‌است.

## زندگی شخصی
او خواهر کوچکتر سوپر مدل موفق هندی در خارج از کشور، اوجوالا راوت است. پدر سونالی، معاون کمیسر پلیس است.